# Haimarivka, Kobeleakî
Haimarivka (în ucraineană Гаймарівка) este un sat în comuna Vasîlivka din raionul Kobeleakî, regiunea Poltava, Ucraina.

## Demografie
Componența lingvistică a localității Haimarivka
     Ucraineană (100%)
Conform recensământului din 2001, toată populația localității Haimarivka era vorbitoare de ucraineană (100%).